# Maurice Michael Otunga

Kardinalswappen von Maurice Otunga

Maurice Michael Kardinal Otunga (* 31. Januar 1923 in Chebukwa, Kenia; † 6. September 2003 in Nairobi) war Erzbischof von Nairobi.

## Leben
Maurice Michael Otunga, Sohn eines Stammeshäuptlings, konvertierte im Jahre 1935 zum Katholizismus. Er studierte am Priesterseminar von Kampala und in Rom die Fächer Katholische Theologie und Philosophie und empfing am 3. Oktober 1950 das Sakrament der Priesterweihe. Nach weiterführenden Studien wurde er 1953 Theologieprofessor am Seminar von Kakamega. Ab 1956 arbeitete er in der Diözesanverwaltung.
Am 17. November 1956 ernannte ihn Papst Pius XII. zum Titularbischof von Tacapae und Weihbischof in Kisumu. Die Bischofsweihe spendete ihm am  25. Februar 1957 James Robert Knox, Apostolischer Delegat in Britisch-Ostafrika; Mitkonsekratoren waren John Joseph McCarthy CSSp, Erzbischof von Nairobi, und Frederick Hall, Bischof von Kisumu.
1960 wurde Maurice Michael Otunga Bischof von Kisii. Er nahm in den Jahren 1962 bis 1965 am Zweiten Vatikanischen Konzil teil und wurde 1964 Militärbischof in Kenia. 1969 ernannte ihn Papst Paul VI. zum Titularerzbischof von Polymartium und zum Koadjutorerzbischof mit Nachfolgerecht für das Erzbistum Nairobi, dessen Leitung Maurice Michael Otunga im Jahre 1971 übernahm. 1973 nahm ihn Papst Paul VI. als Kardinalpriester mit der Titelkirche San Gregorio Barbarigo alle Tre Fontane in das Kardinalskollegium auf. Otunga leitete viele Jahre lang die Bischofskonferenz Kenias und gehörte der Ständigen Kommission des Rates der Afrikanischen und Madagassischen Bischofskonferenzen an. 1994 legte er aus Altersgründen die Leitung des Erzbistums Nairobi nieder und siedelte in ein Seniorenheim über, wo er als Seelsorger tätig war.
Maurice Michael Otunga starb am 6. September 2003 in Nairobi. Er ging als erster Kardinal Kenias in die Geschichte ein.

## Seligsprechungsprozess
2009 wurde der Seligsprechungsprozess für Maurice Michael Otunga eingeleitet.